# Alto Taquari
Alto Taquari este un oraș în statul Mato Grosso (MT), Brazilia.